# Vincențiu Babeș

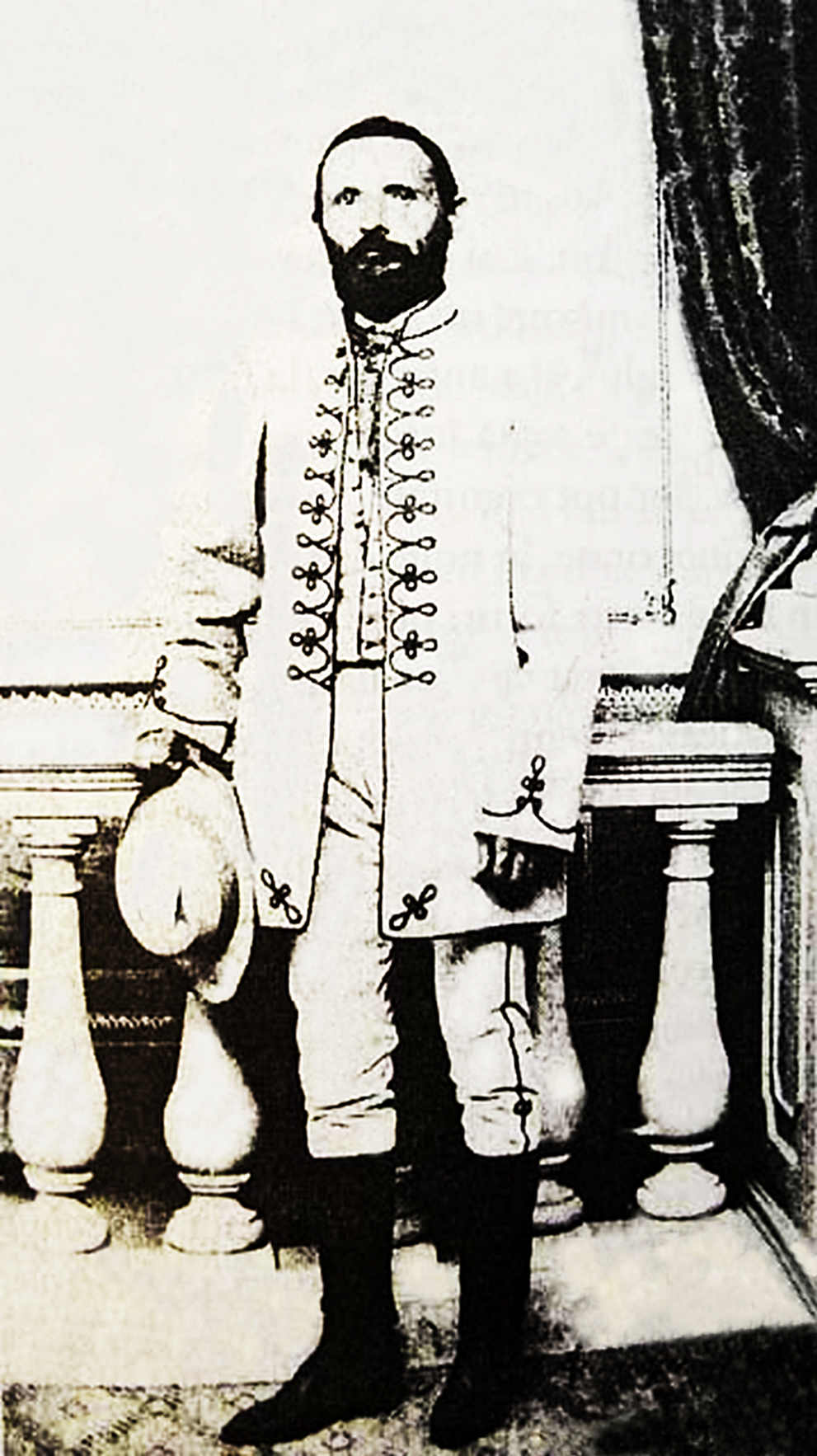
Vincențiu Babeș nach 1860

Vincențiu Babeș, auch Vinzenz Babes, (* 21. Januar 1821 in Hodoni; † 21. Januarjul. / 3. Februar 1907greg. in Budapest) war rumänischer Jurist, Zeitungsverleger und Autor, außerdem Politiker, Abgeordneter im ungarischen Reichstag sowie Mitbegründer der Rumänischen Akademie.

## Biographie

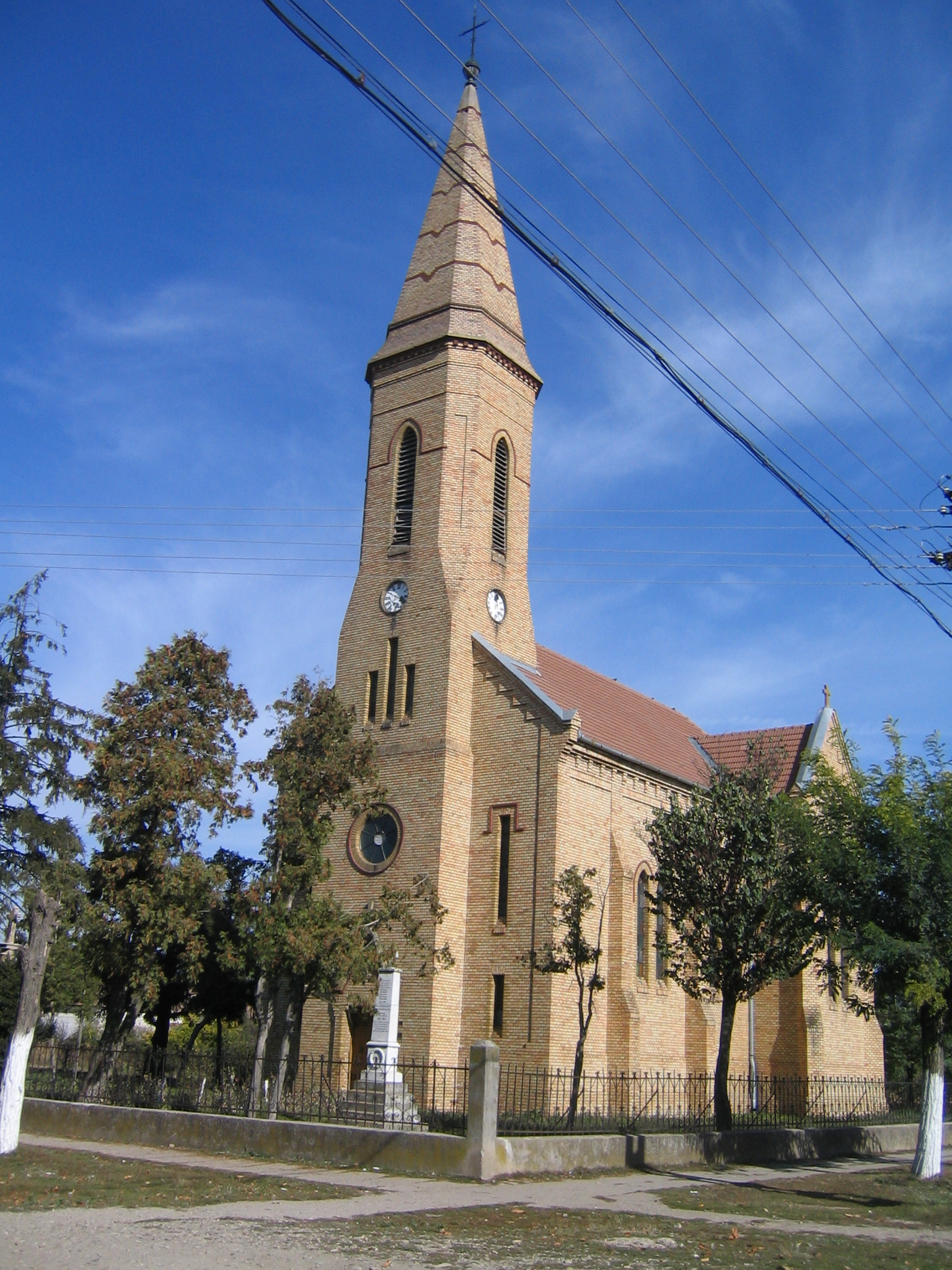
Hodoni, Kirche

Vincențiu Babeș führte ursprünglich den Familiennamen Crâşmaru. Nachdem seine Eltern, Bauern mit eigenem Grundbesitz, früh verstorben waren, wurde Vicențiu von seinem Großvater Mitra Babeș, einem sehr belesenen Mann, der keine weiteren Kinder mehr hatte, adoptiert. Der Junge sollte später eine geistliche Laufbahn einschlagen. Nach Beendigung des Deutschen Lyzeums in Szeged 1841, studierte er Theologie am Priesterseminar in Arad, doch alsbald (1843) die Rechtswissenschaften an der Universität Budapest und Kecskemét.

### Der Jurist
Er wurde 1846 Mitglied des Magistrats der Stadt Arad und als Vertreter für die Umsetzung der rumänischen Rechte nach Wien entsandt. Nachdem er 1848 sein Rechtsanwaltsdiplom ausgehändigt bekommen hatte, kehrte er nach Arad zurück, wo er zunächst als Lehrer und dann als Inspektor der rumänischen Schulen fungierte. Kurz danach wurde er mit einer Abordnung nach Wien entsendet, wo er die Beachtung der Interessen der Diözese Arad sowie der rumänischen Bevölkerung im Mureș- und Kreischgebiet einfordern sollte.
Nach Gründung einer Familie blieb er für Jahre in Wien und wurde dort im Februar 1851 Sekretär des Obersten Kassationsgerichtshof, 1859 erhielt er den Rang eines Geheimrats. Im Jahre 1860 zum Hofsekretär ernannt, avancierte er 1862 zum Richter am Kassationsgericht in Budapest. Von 1863 bis 1869 war er Präsident der königlichen Tafel in Pest. Im Jahr 1869 eröffnete er ein Anwaltsberatungsstelle in der Stadt. Er quittierte den Dienst nach 22 Jahren aus politischen Gründen.

### Der Politiker

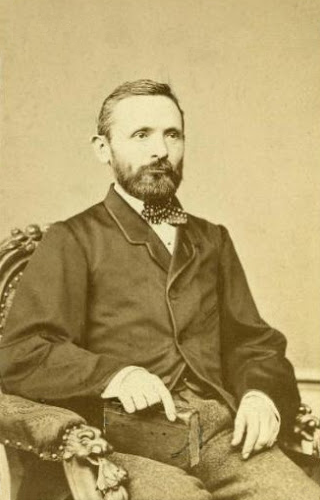
Im Ungarischen Reichstag

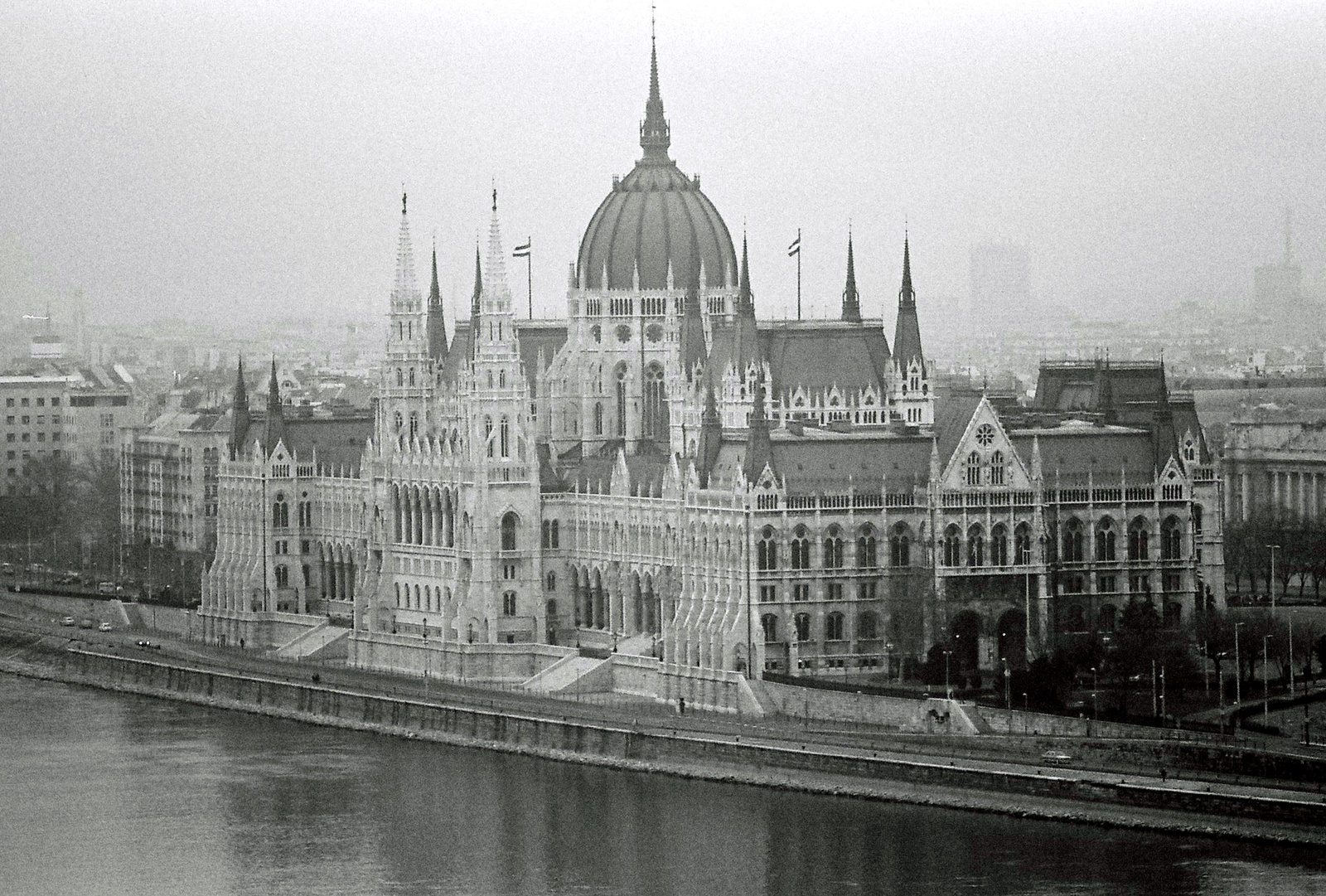
Ungarischer Reichstag

Babeș widmete seine ganze politische Kraft dem Kampf für die Rechte der überwiegend rumänischen Bevölkerung in Banat und Siebenbürgen.
Am 23. Februar 1869 fand in Miercurea Sibiului eine nationale Konferenz der politischen Führer der Rumänen in Siebenbürgen statt, die den „Partidul Național Român (PNR) din Transilvania“, die „Rumänischnationale Partei Siebenbürgens“ gründeten. Diese wurde postwendend am 22. März des Jahres von den ungarischen Behörden verboten, mit der Begründung, dass nach dem Nationalitätengesetz, die einzig existierende Nationalität in Ungarn die ungarische sei, und somit kein Recht auf Gründung einer anderen Nationalitätenpartei bestehe.
Der Jurist wurde fast 30 Jahre lang in das ungarische Abgeordnetenhaus gewählt. Noch bevor der pensionierte k. k. General und rumänische Patriot Trajan Doda (10. Januar 1874) einstimmig in Caransebeș in das ungarische Abgeordnetenhaus gewählt wurde, erhielt Babeș sein Mandat in Wahlkreis Weißkirchen (Biserica Albă), bei  Werschetz (Vârșeț), am 14. November 1873 mit der Mehrheit der dort ansässigen rumänischen Bevölkerung. In seinen Anfragen und Reden verteidigte er die Anliegen der rumänischen Nation. Die bedeutendsten von ihnen wurden bestimmt von der Problematik der Union von Siebenbürgen mit Ungarn, die Rechte der rumänischen Schulen und Kirchen sowie alle bedeutenden Fragen zum Nationalitätenrecht im Zuge der Magyarisierung ab 1875. Seine logisch aufgebauten und energievoll gehaltenen Vorträge sollen Modelle der Redekunst gewesen sein.
In der Vereinigungskonferenz von Sibiu vom 12. bis 14. Mai 1881 war er Mitbegründer der sich nun „Partidul Național Român (PNR) din Ungaria și Transilvania“ („Rumänischnationale Partei von Ungarn und Siebenbürgen“) nennenden Partei, die aus der Vereinigung der im Untergrund weiterarbeitenden „PNR für Siebenbürgen“ und „PNR für den Banat und Ungarn“ hervorging. Sie kämpfte weiterhin für die nationalen Rechte aller Rumänen in besagten Gebieten. Von 1890 bis 1891 war er ihr Vorsitzender.
Er setzte sich auch für die Orthodoxie ein. So unterstützte er die Anstrengungen des Metropoliten von Hermannstadt Andrei Șaguna für die Neuordnung der Metropolie von Siebenbürgen, dem führenden Unterstützer dieser Idee. Er war auch Referent der Kommission die in Karlowitz die Meinungsverschiedenheiten zwischen Rumänen und Serben in Ungarn über die Verteilung der Mittel der Kirchen und Klöster zu regeln hatte.

### Der Literat

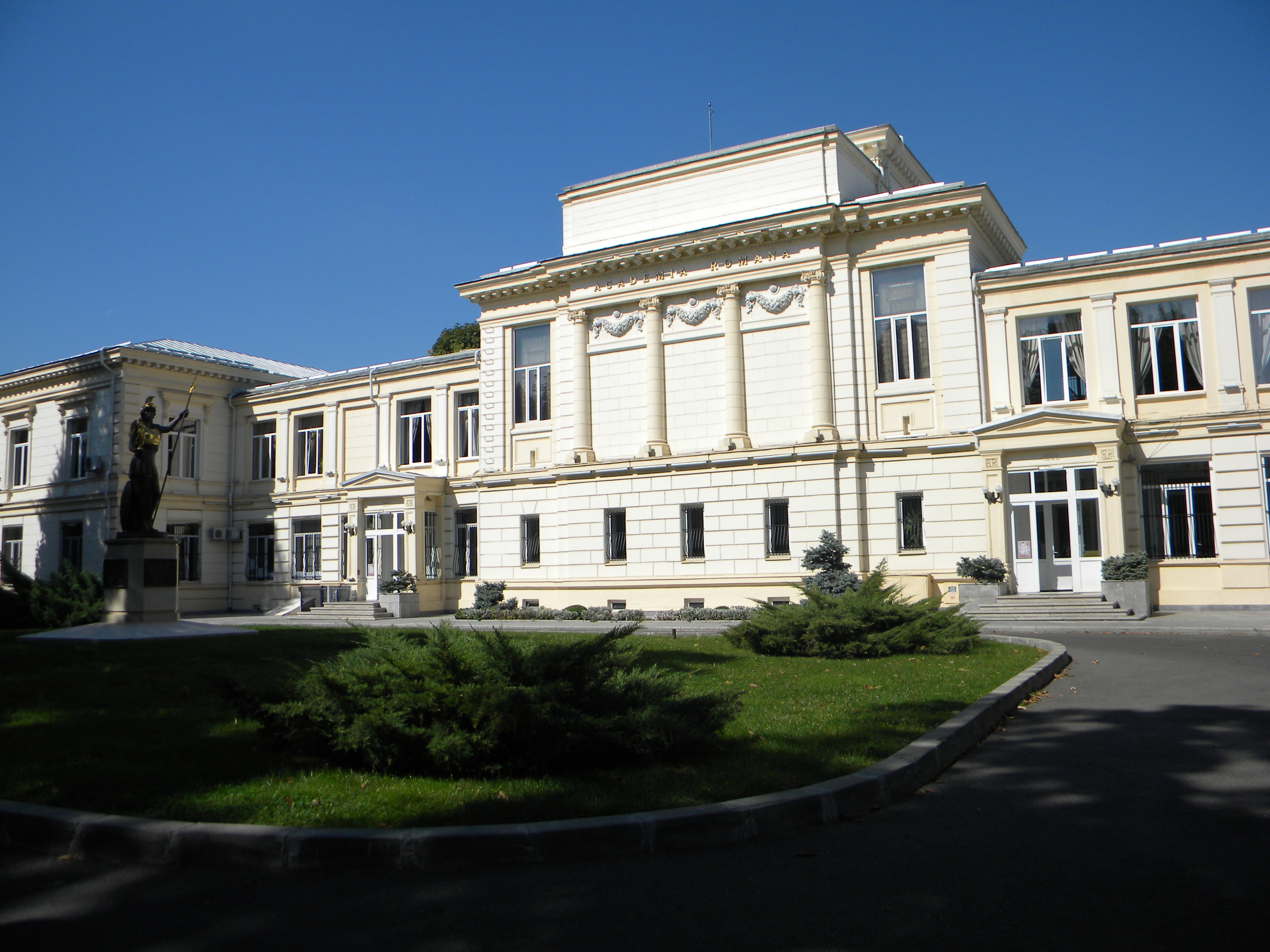
Ehemaliges Hauptgebäude der Rumänischen Akademie

Der Politiker veröffentlichte im Jahre 1860 eine Studie mit den Namen „Die Sprach- und Nationalitätenfrage in Österreich“, worin das Grundrecht der Bürger, ihre eigene Sprache im öffentlichen Leben, Bildung, der Kirche und der Regierung zu verwenden, gefordert werden.
Am 1. April 1866 zählte Babeș zu den Mitbegründern der Rumänischen Akademie (rumänisch: Academia Română) und wurde Mitglied der ASTRA und der „Societatea literară“ („Literarische Gesellschaft“). Dort unterstützte er für das neue Wörterbuch unter anderem, zusammen mit seinen transsilvanischen Kollegen, „die klassische Form in unserer Sprache“, das heißt die Beibehaltung einiger Fachausdrücke in einem Wort, jedoch nicht deren missbräuchliche Verwendung.
Im selben Jahr gründete er zusammen mit den Bojaren Alexandru und Andrei Mosconi, gleichfalls konstituierende Mitglieder der Akademie, die rumänische Zeitschrift „Albina“ („Die Biene“) in Wien, deren Direktor er in der Folge bis 1876 blieb. Er schrieb zahlreiche Artikel, welche die unbefriedigende Situation der Rumänen in Siebenbürgen enthüllten. Der bekannteste Rumäne, der in dieser Zeitung publizierte, war Mihai Eminescu. Aber auch sein Freund, der General Alexander Guran steuerte häufig Artikel bei. Babeș arbeitete auch bei der  „Gazeta Transilvaniei“, dem „Telegraful Român“ und insbesondere beim „Luminătorul“ aus Timișoara mit.
Der Autor verfasste zahlreiche Berichte zur rumänischen Geschichte sowie deren folkloristischen Literatur. Hervorzuheben sind die Abhandlungen zu Avram Iancu und Aron Crainic, die beweisen, dass er ein Kenner der sozialen Bewegungen von 1848 und der Geschichte des rumänischen Volkes war. Auch trug er viel zu den Arbeiten der verschiedenen von der Akademie eingesetzten Kommissionen bei.

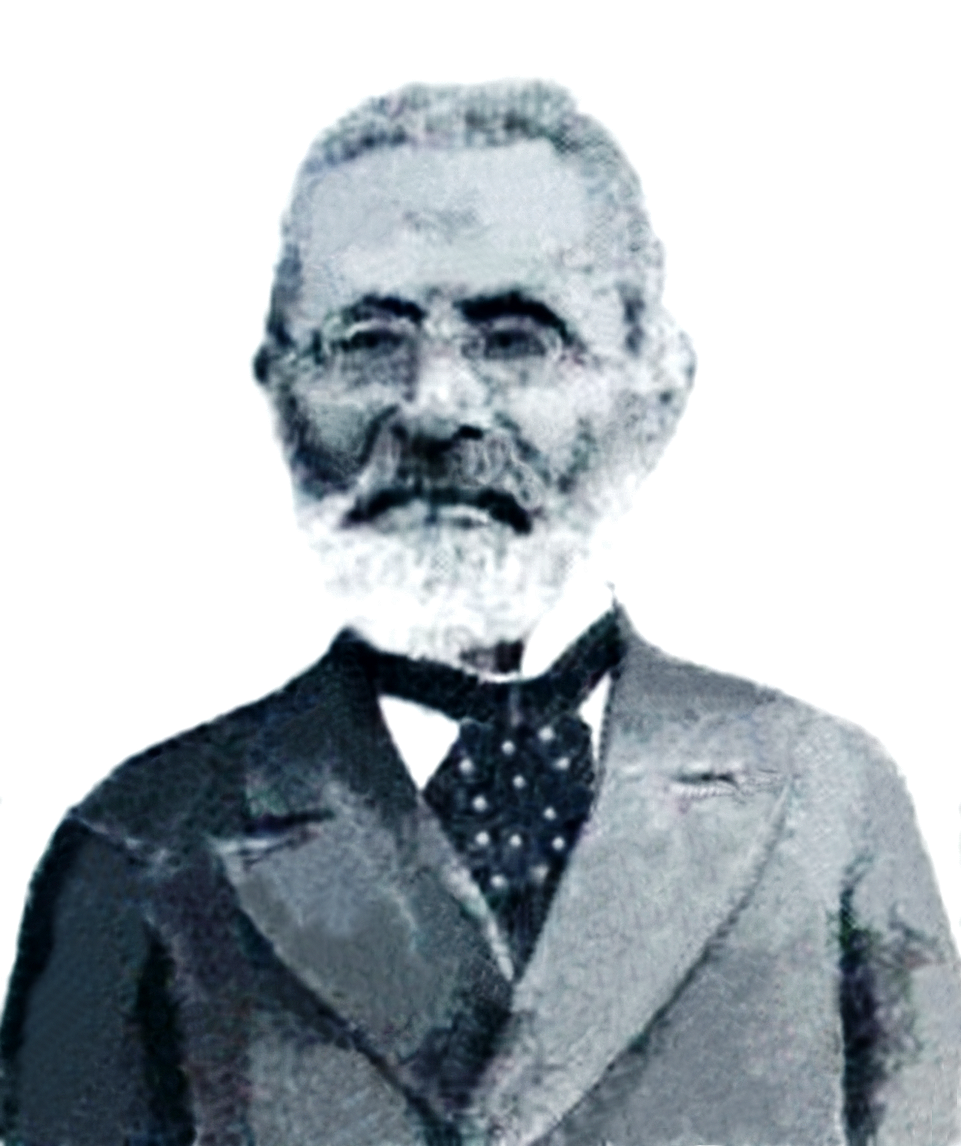
Vincențiu Babeș nach 1900

## Familie
Der Jurist vermählte sich 1851 in Wien mit Sophia Goldschneider, nach anderen Zuckor, die zum rumänisch-orthodoxen Glauben übertrat. Das Paar hatte neun Kinder. Einer seiner Söhne war der Bakteriologe und  Morphopathologe Victor Babeș (1854–1926). Der älteste Sohn, Aurel (* 1853 in Wien; † 19.. in Bukarest), war ein bekannter Chemiker, der mehrere Fachbücher verfasste. Dessen Sohn Aurel (* 11. Dezember 1886 in Bukarest; † 7. August 1962 ebenda), Enkel des Vincențiu, war einer der Erfinder des heute als Papanicolau-Test bekannten Verfahrens des Vaginalabstrichs. Rumänien bietet diese Methode der Krebsfrüherkennung heute als „Babeş-Papanicolaou-Test“ an.
Im Jahre 1936 wurden die sterblichen Überreste dieses bedeutenden Rumänen nach Hodoni überführt. Nach Vincențiu ist das Gymnasium Nr. 21 in Timișoara benannt.